# N9 (Burkina Faso)
Die N9 ist eine Fernstraße in Burkina Faso, die die zweitgrößte Stadt Bobo-Dioulasso mit der Grenze zum nördlich gelegenen Mali verbindet. Sie ist 120 Kilometer lang.
Die N9 ist eine der wenigen Verbindungen mit Mali, die asphaltiert ist. Auf der malischen Seite wird sie als RN12 bis nach Bla fortgeführt. Sie ist traditionell eine der Hauptverbindungen von Burkina Faso nach Mali.